# San José de Tarros
San José de Tarros är en ort i Honduras.   Den ligger i departementet Departamento de Santa Bárbara, i den västra delen av landet, 210 km nordväst om huvudstaden Tegucigalpa. San José de Tarros ligger 729 meter över havet och antalet invånare är 1 634.
Terrängen runt San José de Tarros är huvudsakligen kuperad, men västerut är den bergig. Runt San José de Tarros är det ganska glesbefolkat, med 38 invånare per kvadratkilometer. Närmaste större samhälle är Macuelizo, 17,8 km öster om San José de Tarros. 